# Karel Richter
Karel Richter (15. června 1930 Chlumec nad Cidlinou – 22. května 2021) byl český spisovatel, historik, publicista a překladatel. Napsal řadu publikací o novodobých vojenských konfliktech. Byl členem literárních organizací KALF a Obec spisovatelů. Za druhé světové války byl řadovým členem proněmecké mládežnické organizace Kuratorium pro výchovu mládeže.
Po dokončení Reálného gymnázia v Novém Bydžově pokračoval ve vysokoškolském studiu na Pedagogické fakultě Univerzity Karlovy a na Vojenské akademii v Brně a v Bratislavě. Mezi roky 1971 a 1989 pracoval ve Vojenském historickém ústavu v Praze jako vědecký pracovník.

### Vlastní díla literatury faktu
- Válka začíná až zítra (spoluautor J. Větvička), Praha, Naše vojsko 1969
- Až na práh domova, Praha, Naše vojsko 1976
- Tanky míří k Ostravě (spoluautor S. Petras), Praha, Naše vojsko 1979
- Pod námi planeta Země (spoluautor V. Remek), Praha, Naše vojsko 1979, 1982; rusky: 1981; kazaš.: 1985
- Cesta k Sokolovu, Praha, Naše vojsko 1981
- Dali mu jméno Otakar (spoluautor V. Kožnar), Praha, Naše vojsko 1983; rusky: 1985
- Nepřítel na dosah (spoluautor V. Kožnar), Praha, Naše vojsko 1985
- Výsadek S 1 (spoluautor V. Kožnar), Praha, Naše vojsko 1988
- Cesta domů vedla ohněm, Praha, Naše vojsko 1989
- Stalo se na předmostí (spoluautor V. Kožnar), Praha, Naše vojsko 1990
- Případ generála Vlasova, Praha, Panorama 1991
- Československý odboj na Východě, Praha FMNO 1982
- Sudety, Praha 1994
- Tragédie generála, in: Velké finále, Beroun, Baroko a Fox 1995
- Sága roku Kinských, Chlumec nad Cidlinou 1995
- Ďábel Trenk, Ostrava, Středoevropské nakl. 1996, II. vyd. Třebíč, Akcent 1998
- Podkarpatští Rusíni v boji za svobodu, Praha 1997
- Kdo byl generál Píka (spolu s A. Benčíkem), Brno, Doplněk 1997
- …a v zádech měli smrt, Třebíč, Tempo 1998
- Češi a Němci v zrcadle dějin, sv. 1, Třebíč 1999
- Pán bitevních polí – Evžen Savojský, Třebíč 2000
- Tragický osud generála Heliodora Píky, Praha 2001
- Úhlavní přátelé (1. část Stalin-Trockij), Praha 2002
- Pamětihodné bitvy českých dějin (s R. Cílkem), Č. Těšín 2002
- Přes krvavé řeky, Praha 2003
- Apokalypsa v Karpatech, Praha 2003
- Osudový omyl generála Vlasova, Praha 2003
- Zločin, který unikl trestu, Kosmas 2008
- Po stopách prošlého času, Epocha, Praha 2010
- Historické drama volyňských Čechů, Epocha, Praha 2015

### Kolektivní díla a sborníky LF
- Sokolovo, in: První kolo, Praha, Naše vojsko 1976 (sborník)
- Zrod brigády, in: Kyjev, Dukla, Praha; Praha, Naše vojsko 1975 (sborník)
- Voják se nevzdává, Praha, Naše vojsko 1978, 1981; rusky 1981
- Chlapi do nečasu, Praha, Naše vojsko 1981
- Člověk a zbroj v obraze doby, Praha, Naše vojsko 1984 (kol.autorů)
- Nenávist, in: Mosty pro zítřek, Praha, Naše vojsko 1987

### Překladatelská činnost
- z ruštiny – 14 románů, z polštiny, němčiny

### Předmluvy a doslovy k dílům LF
- V. Nejtek: Smrt se učí létat, Praha, Mladá fronta 1974
- F. Fajtl: Boje a návraty, Praha, Naše vojsko 1974
- J. Flieger: Údolí sršňů, Praha, Naše vojsko 1987
- V. Sacher: Pod rozstříleným praporem, Praha, Naše vojsko 1991
- L. Svoboda: Cestami života, díl II., Praha, Prospektum 1992

### Články, statě, příspěvky
- Hoši od Zborova; A pak třeskly salvy; Němec s českým jménem; Zářijová zrada; Musí přece žít; Jménem republiky, in: Češi na cestě staletími, Č. Těšín 2001
- Tvůrci Velkomoravské říše, in: Galerie nesmrtelných, sv. 1, Praha 1998
- Evžen Savojský; Georgij Konstantinov Žukov, in: Galerie nesmrtelných, sv. 2, 1999
- Přemysl Otakar I.; Karel IV, in: Galerie nesmrtelných, sv. 3, 1999
- Alexander Veliký, in. Galerie nesmrtelných, sv. 4. 2000
- Karel Veliký; Otto von Bismarck, in. Galerie nesmrtelných, sv. 5, 2001
- Hanibal; Abraham Lincoln, in: Galerie nesmrtelných, sv. 6, 2002
- Pán bitevních polí, Přísně tajné č. 1–4/1997
- Atentáty na de Gaulla, PT č. 1/1998
- Jak se daří průkopníkům v Česku, PT č. 2/1998
- Zkáza Custerova oddílu, PT č. 3/1998
- Stalinovi přátelé, PT č. 4/1998
- Konec kata Beriji, PT č. 5/1998
- Ženy Josefa Stalina, PT č. 6/1998
- Zavinil to Beneš, PT č. 1/1999
- Útěk generála Girauda, PT č. 2/1999
- Vítězství bylo již na dosah, PT č. 3/1999
- Malé připomínky k velkým oslavám, PT č. 4/1999
- Směr útoku: Ostrava, PT č. 4-5/1999
- Hoši od Zborova, PT č. 6/1999
- Důvěrně o V. I. Leninovi, PT č. 1/2000
- Jak to bylo u Sokolova, PT č. 2/2000
- Trnitá sláva maršála Žukova, PT č. 3/2000
- Příběh krásné Sisi, PT č. 4/2000
- Prolog německo-české války, PT č. 5/2000
- Mnichovský ortel, PT č. 6/2000
- Seno v zemi nikoho, PT č. 1/2001
- Heroický boj na řece Mža, PT č. 3/2001
- Vasil Kampi, PT č. 4/2001
- V bitvě o Francii, PT č. 5/2001
- Syrské tažení, PT č. 6/2001
- Říkali jim tobrucké krysy, PT č. 1/2002
- Obléhání Dunkerku, PT č. 2/2002
- Úvodem, PT č. 3/2002
- Začátek apokalypsy v Karpatech, PT č. 4-6/2002
- Zasazení parabrigády, PT č. 7/2002<
- Zachráněné dítě, PT č. 1/2003
- Ústup, PT č. 2/2003

## Publicistická a jiná literární činnost
Spolupráce s tiskem, rozhlasem (rozhlasová pásma – Zborov, Boj o magistrálu, Zakázané paměti, Mír za zády Spojenců, četba povídek Voják František a Dva kamarádi, publicistická vystoupení), televizí (seriál Cestou bojové slávy, dramatické pásmo Kam smrt nedosáhne, publicistická vystoupení), s filmem (film Kluci z bronzu), lektorování, členství v redakčních radách, přednášky, literární besedy, šéfredaktor revue LF Přísně tajné.